# محمد شاورانی
محمد شاورانی (زادهٔ ۱۳۲۶)، نمایندهٔ دورهٔ اول و دورهٔ دوم از حوزهٔ انتخابیهٔ بوکان در استان آذربایجان غربی بوده است.

## آرای مأخوذه
محمد شاورانی در سال ۱۳۶۱ با کسب ۱۱۲۷۶ رای از مجموع ۱۶۳۱۵ رای معادل ۶۹/۱٪ آرا به مجلس اول راه پیدا کرد.
همچنین محمد شاورانی در سال ۱۳۶۳ نیز با کسب ۱۴۵۳۱رای از مجموع ۲۴۳۹۲ رای معادل ۵۸/۹٪ آرا به مجلس دوم راه پیدا کرد.